# Lamprosema dorisalis
Lamprosema dorisalis là một loài bướm đêm trong họ Crambidae.